# 7 Days and 7 Nights
"7 Days And 7 Nights" är en låt av Brolle (Kjell Junior Wallmark) som framfördes av Brolle själv i den andra deltävlingen i Melodifestivalen 2011 i Göteborg. Låten fick näst mest röster i deltävlingen (efter Sanna Nielsens "I'm In Love"), och tog sig därmed vidare till finalen i Globen där han slutade på tionde plats med 29 poäng.
Låten testades på Svensktoppen, och tog sig in den 27 mars 2011. och låg sedan på listan i fyra veckor innan den åkte ur.

## Listplaceringar
| Lista (2011) | Topplacering |
| ------------ | ------------ |
| Sverige      | 48           |

### Fotnoter
1. ↑  ”Svensktoppen”. 27 mars 2011. http://sverigesradio.se/sida/topplista.aspx?programid=2023&date=2011-03-27. Läst 22 maj 2011.
2. ↑  ”Svensktoppen”. 17 april 2011. http://sverigesradio.se/sida/topplista.aspx?programid=2023&date=2011-04-17. Läst 22 maj 2011.
3. ↑  ”Svensktoppen”. 24 april 2011. http://sverigesradio.se/sida/topplista.aspx?programid=2023&date=2011-04-24. Läst 22 maj 2011.
4. ↑  ”Listplacering”. http://hitparad.se/showitem.asp?interpret=Brolle&titel=7+Days+And+7+Nights&cat=s. Läst 22 maj 2011.